# Thomas Fowell Buxton
Thomas Fowell Buxton (Castle Hedingham, 1 april 1786 – Cromer, 19 februari 1845) was een Brits politicus. Hij was lid van het Britse parlement en speelde een belangrijke rol bij de afschaffing van de slavernij.

## Levensloop
Buxton had twee broers en twee zussen. Zijn vader overleed toen hij nog jong was. Buxton studeerde aan Trinity College in Dublin. Na zijn afstuderen vond hij werk bij een brouwerij, waar hij na een paar jaar partner van werd.
Via zijn  moeder, die was opgegroeid in een Quaker-gezin, kwam Buxton in aanraking met de invloedrijke Quaker-familie Gurney uit Norwich, onder andere oprichters van de Gurney-bank. Hij trouwde met Hannah Gurney. Haar zus was de bekende gevangenishervormer Elizabeth Fry. Zelf was Buxton lid van de Church of England, maar hij bezocht regelmatig bijeenkomsten van de Quakers en raakte betrokken bij de sociale hervormingsbeweging waarin de Quakers een prominente rol speelden.
Namens het district Weymouth and Melcombe Regis werd Buxton in 1818 gekozen in het Britse parlement. Hij maakte zich daar hard voor de afschaffing van de slavernij, hoewel de transatlantische handel in 1807 al verboden was. Ook wierp hij zich op tot tegenstander van de slavernij. Hij slaagde daar niet in, maar wist wel het aantal overtredingen waarop de doodstraf stond terug te brengen van meer dan tweehonderd naar acht. Andere zaken waar hij zich hard voor maakte waren een verbod op loterijen en een verbod op weduweverbranding, een praktijk die in Brits-Indië veel voor kwam. Buxton was bovendien oprichter en de eerste voorzitter van de Society for the Prevention of Cruelty to Animals, vandaag de dag de grootste dierenwelzijnsorganisatie ter wereld.
Buxton was in 1823 een van de oprichters van de Anti-Slavery Society. In 1823 stelde hij in het parlement voor de slavernij geleidelijk af te schaffen, omdat het "in tegenspraak was met de principes van de Britse grondwet en het christelijk geloof". In 1825 werd hij leider van de abolitionistische beweging, nadat William Wilberforce terugtrad als parlementslid. In 1833 behaalde Buxton zijn belangrijkste doel met de aanname van de Slavery Abolition Act, waardoor de slavernij in het gehele Britse rijk, met uitzondering van India en Sri Lanka, werd afgeschaft. Buxton bleef daarna nog tot 1837 aan als parlementslid.
Na zijn vertrek uit het parlement bleef Buxton er bij de regering op aandringen om verdragen te sluiten met Afrikaanse leiders over de afschaffing van de slavernij. In 1841 zegde de regering haar steun toe aan de Niger-expeditie, georganiseerd door een aantal zendingsorganisaties. De expeditie bestond uit meer dan honderd vijftigmensen, maar werd al snel afgelast vanwege het hoge sterftecijfer. Meer dan een kwart van de Europeaanse deelnemers verloor het leven door ziekte. Buxton had een sterke invloed op David Livingstone met zijn uitspraken dat  handel en de verspreiding van het christendom de slavenhandel definitief konden vernietigen.

## Persoonlijk
Samen met zijn vrouw Hannah kreeg Buxton acht kinderen. Vier van hen overleden in 1820 kort achter elkaar door kinkhoest. Een vijfde overleed niet lang daarna aan tuberculosis.